# Soul to Squeeze
Soul to Squeeze – ballada rockowa zespołu Red Hot Chili Peppers pochodząca z soundtracku do filmu Stożkogłowi. Początkowo utwór miał trafić na płytę Blood Sugar Sex Magik, ale zespół obawiał się, że płyta będzie zbyt „miękka”. Piosenka również wydana jako singel. Do utworu został nakręcony teledysk, w którym zespół występuje jako grupa cyrkowców (w teledysku nie pojawia się John Frusciante, gdyż teledysk został nakręcony już po odejściu gitarzysty z zespołu).

## Lista utworów
CD single (1992)
1. „Soul to Squeeze (Album)”
2. „Nobody Weird Like Me (Live)”
3. „If You Have to Ask (Friday Night Fever Blister Mix)”
4. „If You Have to Ask (Disco Krisco Mix)”
5. „If You Have to Ask (Scott And Garth Mix)”
6. „If You Have to Ask (Album)”
7. „Give It Away (Edit)”

CD version 2 (1992)
1. „Soul to Squeeze (Album)”
2. „Nobody Weird Like Me (Live)”
3. „Suck My Kiss (Live)”

CD version 3 (1993)
1. „Soul to Squeeze (Album)”
2. „Nobody Weird Like Me (Live)”

CD version 4 (1993)
1. „Soul to Squeeze (Album)”
2. „Nobody Weird Like Me (Live)”
3. „If You Have to Ask (Scott And Garth Mix)”
4. „Soul to Squeeze”

7" Version (released as Jukebox)
1. „Soul to Squeeze (Album)”
2. „Nobody Weird Like Me (Live)”